# Artibeus jamaicensis
Artibeus jamaicensis је врста слепог миша из породице Phyllostomidae.

## Распрострањење
Ареал врсте Artibeus jamaicensis обухвата већи број држава.
Врста је присутна у следећим државама: Јамајка, Мексико, Перу, Бахамска острва, Колумбија, Панама, Никарагва, Гватемала, Хондурас, Салвадор, Белизе, Куба, Хаити, Доминиканска Република, Свети Винсент и Гренадини, Свети Китс и Невис, Света Луција, Порторико, Антигва и Барбуда, Барбадос, Доминика, Тринидад и Тобаго, Гваделуп, Мартиник, Аруба, Гренада, Холандски Антили и Девичанска острва.

## Станиште
Станиште врсте су пећине, каменити сводови, грађевине, рупе у стенама, дупље дрвећа.

## Угроженост
Ова врста је наведена као последња брига, јер има широко распрострањење и честа је врста.